# دغلوس

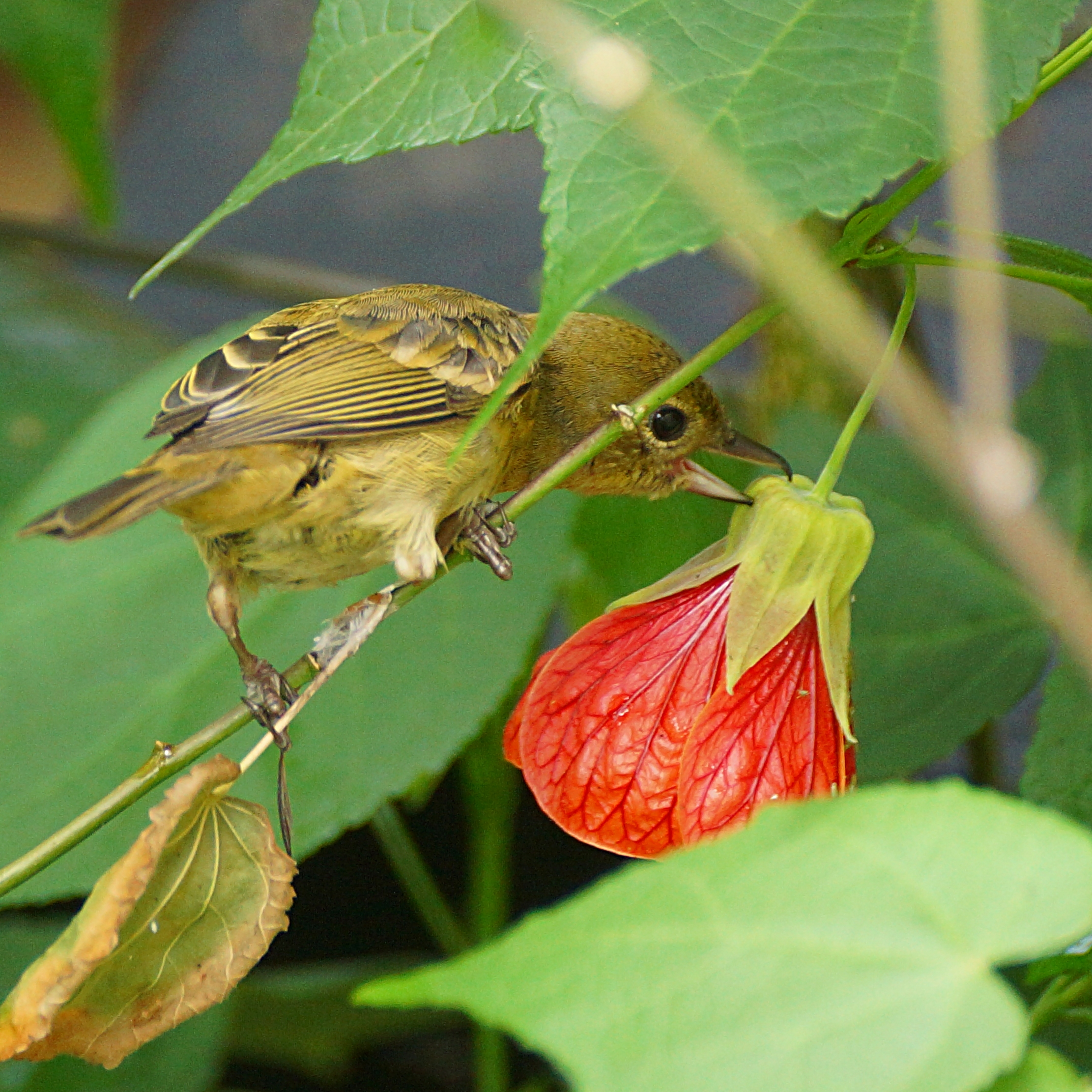
أنثى تخترق قاعدة زهرة أبو طيلون للوصول إلى الرحيق.

الدِّغْلُوس جنس في عائلة التناجر. تعرف أنواعه باسم ثاقب الزهور بسبب عادتهم في ثقب كأس الزهرة للوصول إلى الرحيق الذي سيكون بعيدًا عن متناولهم وذلك بفضل منقارها المعدل للغاية والتي عادةً ما يُنَظَّف مع وجود خطاف في الطرف. توجد معظم أنواع هذا الجنس في مرتفعات أمريكا الجنوبية (خاصة جبال الأنديز) ، ولكن عُثِر على نوعين في أمريكا الوسطى. ملجنها الحياتي زوجي، قوتها رحيق الأزهار والحشرات المختلفة أخصها الفراشات. تدثن أعشاشها في الأشجار الرفيعة عند أطراف الأغصان. أناثها تحضن بمناوبة الذكر من ٣ إلى ٥ بيضات على مرتين في الحقول.